# Trigonidium guineense
Trigonidium guineense är en insektsart som först beskrevs av Henri Saussure 1878.  Trigonidium guineense ingår i släktet Trigonidium och familjen syrsor. Inga underarter finns listade i Catalogue of Life.